# Campionat Europeu de Salts de 2009
El I Campionat Europeu de Salts es va celebrar de l'1 al 5 d'abril de 2009 a Torí, Itàlia. El campionat es va celebrar al Monumentale Diving Stadium i en total es van celebrar 10 proves, 5 de masculines i 5 de femenines. Va ser la primera vegada que se celebraven separadament dels Campionats d'Europa de natació.

## Medallistes

### Masculí
| Event                        | Or                                        | Or     | Plata                                     | Plata  | Bronze                                            | Bronze |
| 1 m trampolí                 | Ilia Kvasha · Ucraïna                     | 420,90 | Christopher Sacchin · Itàlia              | 418,55 | Pavlo Rozemberg · Alemanya                        | 405,20 |
| 3 m trampolí                 | Alexandr Dobroskok · Rússia               | 482,75 | Ilia Kvasha · Ucraïna                     | 475,90 | Michele Benedetti · Itàlia                        | 447,75 |
| 10 m plataforma              | Alexéi Kravchenko · Rússia                | 521,75 | Dmitri Dobroskok · Rússia                 | 493,30 | Patrick Hausding · Alemanya                       | 466,00 |
| 3 m trampolí sincronitzat    | Ilia Kvasha · Olexi Prygorov · Ucraïna    | 422,31 | Ilia Zajarov · Gleb Galperin · Rússia     | 418,87 | Nicola Marconi · Tommaso Marconi · Itàlia         | 407,19 |
| 10 m plataforma sincronitzat | Sasha Klein · Patrick Hausding · Alemanya | 474,06 | Oleg Vikulov · Alexéi Kravchenko · Rússia | 440,52 | Olexandr Bondar · Olexandr Gorshrovozov · Ucraïna | 406,23 |

### Femení
| Event                        | Or                                            | Or     | Plata                                          | Plata  | Bronze                                        | Bronze |
| 3 m trampolí                 | Tania Cagnotto · Itàlia                       | 290,90 | Maria Marconi · Itàlia                         | 280,20 | Katia Dieckow · Alemanya                      | 267,65 |
| 3 m trampolí                 | Tania Cagnotto · Itàlia                       | 345,85 | Olena Fedorova · Ucraïna                       | 334,25 | Katia Dieckow · Alemanya                      | 317,20 |
| 10 m plataforma              | Yulia Koltunova · Rússia                      | 331,35 | Nora Subschinski · Alemanya                    | 318,50 | Brooke Graddon · Regne Unit                   | 317,70 |
| 3 m trampolí sincronitzat    | Tania Cagnotto · Maria Dallapè · Itàlia       | 317,40 | Katia Dieckow · Nora Subschinski · Alemanya    | 312,60 | Olena Fedorova · Alevtina Koroliova · Ucraïna | 301,38 |
| 10 m plataforma sincronitzat | Yulia Koltunova · Natalia Goncharova · Rússia | 315,78 | Nora Subschinski · Josephine Möller · Alemanya | 296,28 | Helen Galashan · Carol Galashan · Regne Unit  | 291,96 |

## Medaller
| Pos.  | País       | Or | Plata | Bronze | Total |
| 1     | Rússia     | 4  | 3     | 0      | 7     |
| 2     | Itàlia     | 3  | 2     | 2      | 7     |
| 3     | Ucraïna    | 2  | 2     | 2      | 6     |
| 4     | Alemanya   | 1  | 3     | 4      | 8     |
| 5     | Regne Unit | 0  | 0     | 2      | 2     |
| Total | Total      | 10 | 10    | 10     | 30    |